# Miodiceros
A Ceratotherium neumayri az emlősök (Mammalia) osztályának páratlanujjú patások (Perissodactyla) rendjébe, ezen belül az orrszarvúfélék (Rhinocerotidae) családjába tartozó fosszilis faj.

## Tudnivalók
A Ceratotherium neumayri késő miocén korszak idején élt, a Földközi-tenger keleti partjain. Maradványait a mai Törökország területén fedezték fel. 2012-ben a törökországi Gülşehir nevű város mellett, egy kiváló példányára bukkantak; a vizsgálatok után a kutatók elképzelése szerint, ez az állat egy tűzhányó kitörésének következtében, a forróságtól pusztulhatott el. Az őslénykutatók a Ceratotherium neumayri-t tartják a tompaorrú orrszarvúak és a hegyesorrú orrszarvúak (Diceros) közös ősének.
Az eddigi kövületek szerint ez a fosszilis orrszarvú a Ceratotherium mauritanicumnak az őse, amelyből aztán kifejlődött a mai szélesszájú orrszarvú (Ceratotherium simum).

## Képek

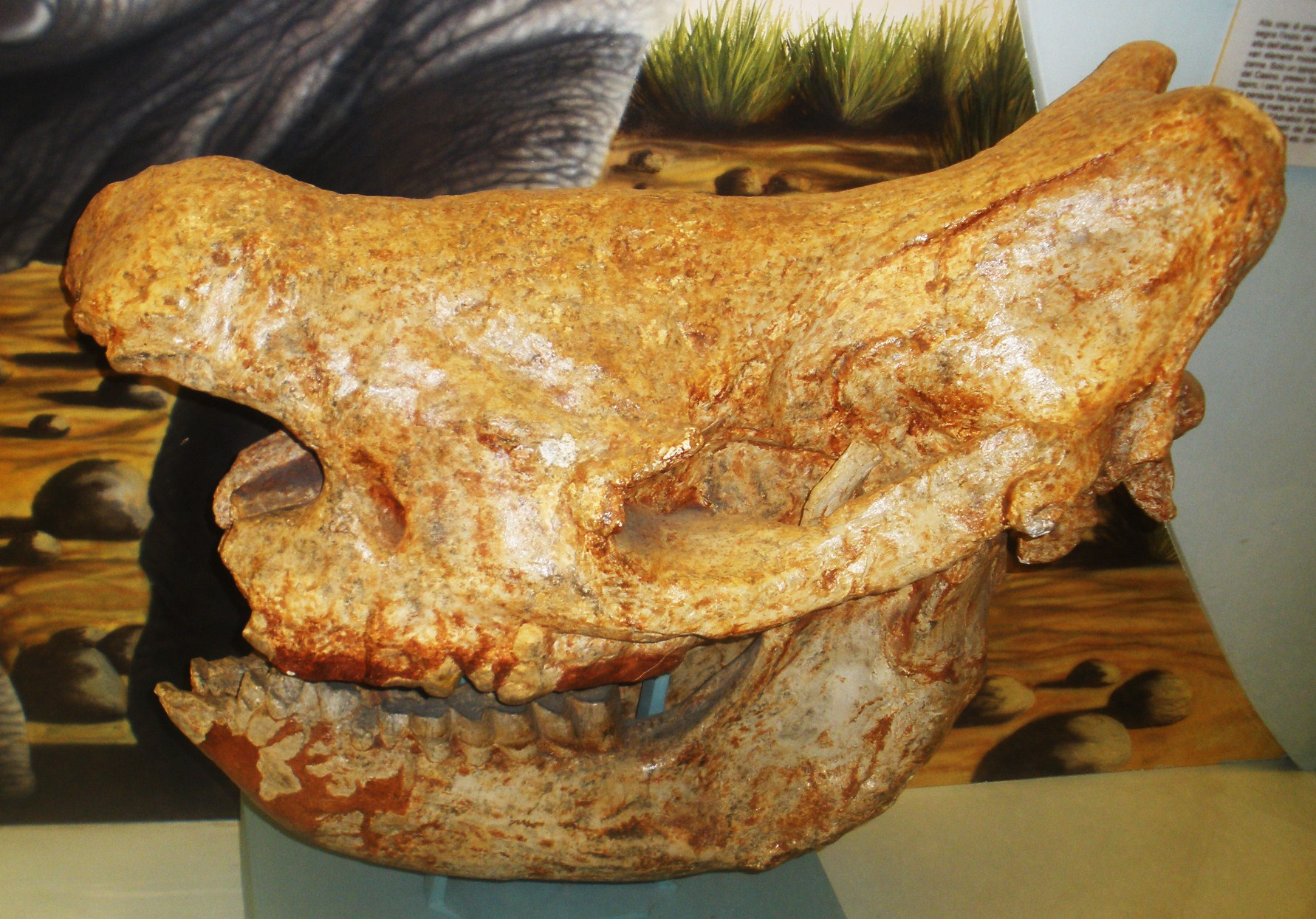
Más koponyák
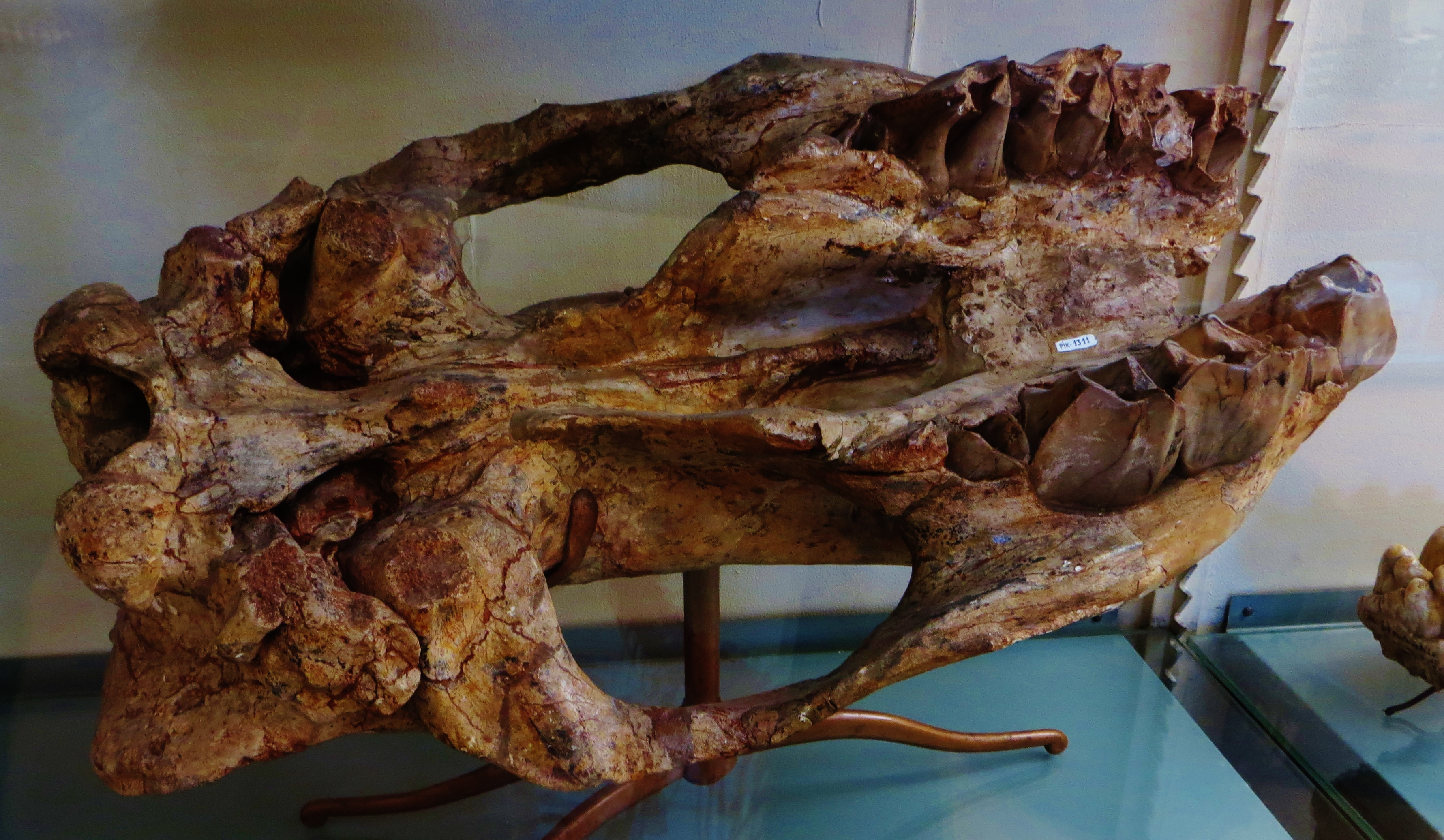
más múzeumokból

## Fordítás
- Ez a szócikk részben vagy egészben  a   Ceratotherium neumayri című angol Wikipédia-szócikk ezen változatának fordításán alapul.  Az eredeti cikk szerkesztőit annak laptörténete sorolja fel. Ez a jelzés csupán a megfogalmazás eredetét és a szerzői jogokat jelzi, nem szolgál a cikkben szereplő információk forrásmegjelöléseként.
- Ez a szócikk részben vagy egészben  a   White rhinoceros#Taxonomy and evolution című angol Wikipédia-szócikk ezen változatának fordításán alapul.  Az eredeti cikk szerkesztőit annak laptörténete sorolja fel. Ez a jelzés csupán a megfogalmazás eredetét és a szerzői jogokat jelzi, nem szolgál a cikkben szereplő információk forrásmegjelöléseként.